# Ананьев, Алексей Степанович
Алексей Степанович Ананьев (1927, Богородск, Московская губерния — неизвестно) — советский футболист, полузащитник. Тренер. Мастер спорта СССР.
В 1984—1952 годах играл в чемпионате Эстонской ССР за таллинский клуб Балтийского флота. Участник розыгрышей Кубка СССР 1951 и 1952 годов в составе клуба — обладателя Кубка ЭССР. В первенстве СССР дебютировал в 1953 году в составе КБФ, который после четырёх туров был заменён «Калевом». В 1954 году перешёл в команду класса «Б» ДОФ Севастополь. В следующем году клуб в переходных играх уступил «Спартаку» Станислав и в сезоне-1956 участвовал в чемпионате Украинской ССР. Следующие шесть сезонов Ананьев вновь провёл в севастопольском клубе в классе «Б». В 1960-х — 1970-х годах работал тренером в команде КФК «Металлист» Севастополь. Тренер СКФ в 1965 году. Старший тренер команды класса «Б» «Авангард» Краматорск (1966—1967).